# Luxemburg (condado de Kewaunee, Wisconsin)
Luxemburg es un pueblo ubicado en el condado de Kewaunee en el estado estadounidense de Wisconsin. En el Censo de 2010 tenía una población de 1.469 habitantes y una densidad poblacional de 16,68 personas por km².

## Geografía
Luxemburg se encuentra ubicado en las coordenadas 44°31′24″N 87°40′23″O / 44.52333, -87.67306. Según la Oficina del Censo de los Estados Unidos, Luxemburg tiene una superficie total de 88.06 km², de la cual 88.06 km² corresponden a tierra firme y (0%) 0 km² es agua.

## Demografía
Según el censo de 2010, había 1.469 personas residiendo en Luxemburg. La densidad de población era de 16,68 hab./km². De los 1.469 habitantes, Luxemburg estaba compuesto por el 98.16% blancos, el 0.07% eran afroamericanos, el 0.07% eran amerindios, el 0.75% eran asiáticos, el 0% eran isleños del Pacífico, el 0.61% eran de otras razas y el 0.34% pertenecían a dos o más razas. Del total de la población el 1.97% eran hispanos o latinos de cualquier raza.